# Cervonohrad
Cervonohrad (în ucraineană Червоноград) este oraș regional în regiunea Liov, Ucraina. 

## Demografie
Componența lingvistică a orașului Cervonohrad
     Ucraineană (93,26%)
     Rusă (6,29%)
     Alte limbi (0,32%)
Conform recensământului din 2001, majoritatea populației orașului Cervonohrad era vorbitoare de ucraineană (93,26%), existând în minoritate și vorbitori de rusă (6,29%).

## Istorie
Uniunea statală polono-lituaniană 1692–1772

 Imperiul Habsburgic 1772–1804

 Imperiul Austriac 1804–1867

 Austro-Ungaria 1867–1918

 Republica Populară a Ucrainei Occidentale 1918–1919

 Republica Polonă 1919–1939

 Imperiul German (ocupația) 1939–1944

 Republica Populară Polonă 1944–1951

 Uniunea Sovietică 1951–1991

 Ucraina 1991–prezent 

## Personalități născute aici
- Volodîmîr Tîhîi (n. 1970), regizor, scenarist și producător de film.